# Denis Dutton
Denis Laurence Dutton (9 de febrero de 1944-28 de diciembre de 2010) fue un filósofo del arte estadounidense, empresario web y activista de los medios. Fue profesor de filosofía en la Universidad de Canterbury en Christchurch, Nueva Zelanda. También fue cofundador y coeditor de los sitios web Arts & Letters Daily, ClimateDebateDaily.com y cybereditions.com.

## Vida y carrera
Denis Dutton nació en Los Ángeles, California, Estados Unidos, el 9 de febrero de 1944, como el segundo de cuatro hijos de William y Thelma Dutton, quienes eran libreros y fundaron lo que se convirtió en Dutton's Books, una cadena de librerías independientes. Creció en North Hollywood, se graduó de North Hollywood High School, y se educó en la Universidad de California, Santa Bárbara, donde obtuvo su licenciatura en filosofía en 1966 y su doctorado en filosofía en 1975. Entre estos estudios, se fue a la India con el Cuerpo de Paz y aprendió a tocar el sitar. Dutton enseñó en varias universidades estadounidenses, incluidas la Universidad de California, Santa Bárbara y la Universidad de Míchigan-Dearborn, antes de emigrar a Nueva Zelanda.
Dutton comenzó a enseñar en la Universidad de Canterbury, Christchurch, en 1984. De 2008 a 2010, fue Director de la Facultad de Filosofía de manera no oficial y fue brevemente Director de Humanidades. En la ceremonia de graduación de diciembre de 2010, la Universidad de Canterbury otorgó a Dutton una medalla de investigación por su trabajo.
Fue miembro del consejo editorial de The Rutherford Journal .
El 28 de diciembre de 2010, Dutton murió de cáncer .

## Arts & Letters Daily
Dutton era conocido por el sitio de contenido web Arts & Letters Daily, que fundó en 1998 y que le aseguró un lugar entre "las personalidades de los medios más influyentes del mundo".  El sitio, descrito como "el primer y principal agregador de reseñas de libros, ensayos y otros artículos bien escritos y bien argumentados en el ámbito de las ideas",  presenta enlaces a artículos en la web sobre literatura, arte, ciencia. y política, para los que Dutton escribió breves reseñas. En reconocimiento a Arts & Letters Daily, Steven Pinker llamó a Dutton un visionario por reconocer que un sitio web "podría ser un foro para ideas de vanguardia, no solo una forma de vender cosas o entretener a los aburridos".

## Cybereditions
Dutton se desempeñó como director ejecutivo de Cybereditions, una editorial de impresión bajo demanda que fundó en 2000 que se especializa en obras protegidas por derechos de autor nuevas y descatalogadas, en su mayoría de carácter académico. El consejo editorial de la empresa ha incluido a otros académicos como Frederick Crews, Anthony Grafton y Marjorie Perloff .

## Estética
Dutton escribió sobre la autenticidad en el arte y distinguió entre la autenticidad nominal, en la que una obra de arte se atribuye correctamente a su autor en lugar de ser una falsificación, y la autenticidad expresiva, en la que una obra es una expresión verdadera de los valores y creencias de un individuo o una sociedad. .
En su libro The Art Instinct (2010) Dutton se opone a la opinión de que la apreciación del arte se aprende culturalmente, afirmando en cambio que la apreciación del arte proviene de adaptaciones evolutivas realizadas durante el Pleistoceno. Estableció versiones abreviadas de su teoría en una conferencia de Google Talk de 2009 y una charla TED de 2010.
Dutton también argumentó que el progreso en las artes y las ciencias había disminuido, especialmente desde alrededor de 1800.

## Crítica de prosa académica
Como editor de la revista Philosophy and Literature, Dutton dirigió el Concurso de Mala Escritura, que tenía como objetivo "exponer 'galimatías pretenciosas y fanfarronas' que se hacían pasar por becas en las principales universidades". En 1995, el concurso fue ganado por Homi K. Bhabha y Fredric Jameson. En 1998, el concurso otorgó el primer lugar a la filósofa y profesora de la Universidad de California-Berkeley Judith Butler, por una oración que apareció en la revista diacritics. Butler defendió su trabajo de las acusaciones de pedantería académica y oscurantismo en las páginas de The New York Times. Dutton luego terminó el concurso.
El concurso de mala escritura surgió en un clima intelectual dominado por las consecuencias del caso Sokal, en el que se criticaba la supuesta opacidad y oscuridad de la escritura posmoderna: Edward Said, por ejemplo, deploraba la "disminución y la incoherencia" en los escritos de algunos de sus colegas y Martha Nussbaum condenó la escritura académica que era "pesada y oscura".

Otras críticas a Dutton, señalan que tenía un sesgo en contra de ciertos estudios culturales y literarios, debido a sus posturas ideológicas. Como señala Mercedes Andrade:
Adicionalmente hay en la postura de Dutton una clara antipatía hacia los estudios literarios y culturales, así como una defensa tácita de la supuesta superioridad de la filosofía y de la ciencia. [...] lo admito, me es difícil simpatizar con él, pues en sus nociones implícitas de “buena” y la “mala” escritura académica hay un fuerte sesgo contra ciertos campos de estudio, e incluso hostilidad  explícita hacia algunos de ellos, así como una postura sobre qué deben estudiar las disciplinas y cómo deben hacerlo, la cual deja de ser una apreciación estética para convertirse en una posición moralista y prescriptiva.

## Política y activismo
Dutton apoyó las "ideas conservadoras"  y fue miembro del Partido Libertario durante algunos años.
Dutton fue uno de los miembros fundadores y primer presidente de NZ Skeptics. En 2009, afirmó que creía que "el cambio climático sigue siendo una pregunta abierta".
También fue un apasionado partidario de la radio pública. A principios de la década de 1990, fundó el grupo de presión The New Zealand Friends of Public Broadcasting en respuesta a las propuestas de transferir las dos estaciones de radio públicas no comerciales de Nueva Zelanda.
En 1995 fue nombrado al consejo de administración de Radio New Zealand, donde sirvió por siete años. Después de concluir su plazo como director, Dutton y John Isles realizaron un informe que criticaba a Radio New Zealand por la pérdida de neutralidad en temas noticiosos y actuales, el incumplimiento de los estatutos y en oposición a la financiación cuestionable de la radiodifusora.